# Tiquié
El Tiquié és un riu afluent del riu Vaupés. Corre entre el departament de Vaupés (Colòmbia) i l'Estat de l'Amazones (Brasil), a la regió fronterera entre aquests països. És un riu d'aigües negres. La seva longitud és de 374 km segons mesuraments per satèl·lit. Neix en territori colombià i corre 321 km pel Brasil.
El terreny al voltant del riu Tiquié és principalment pla. Està situat en una vall i neix a 77 metres sobre el nivell de la mar. El Tiquié desemboca a São Gabriel da Cachoeira i forma el llac Mucum al Vaupés amb una superfície 35 quilòmetres quadrats. El punt pròxim més alt fa 114 msnm a 1,2 km al sud-oest de riu Tiquié. A l'altiplà Tiquié predomina el bosc de terra ferma, mentre que al curs mig i baix del riu hi predomina la catinga. Hi abunda la vegetació pròpia dels terrenys inundats coneguts com a igapó, especialment dinàmica al curs baix del riu.
El clima de selva tropical és majoritari a l'àrea. La temperatura mitjana anual de la zona és de 22 °C. El mes més càlid és el gener, quan la temperatura mitjana és de 23 °C, i el més fred és el maig, amb 21 °C. El mes més humit és el febrer, amb una mitjana de 515 mm de precipitació, i el més sec és l'octubre, amb 211 mm de precipitació. La precipitació mitjana anual és de 2.900 a 3.600 mil·límetres.
La conca del Tiquié és habitada pels pobles indígenes macuna, tuyuca, tukano, barà, desano, jupda i yuhupdeh.